# Nicola Rigoni
Nicola Rigoni (Schio, 12 novembre 1990) è un ex calciatore italiano, di ruolo centrocampista.

## Biografia
Sposato con Sabrina Dal Santo, ha due figli: Angelica, nata nel dicembre del 2014, e Lorenzo, nato nel gennaio 2020. La famiglia è originaria di Asiago. È figlio di Gianluigi Rigoni (Cogollo del Cengio, 16 settembre 1956) ex calciatore del Lanerossi Vicenza (con il quale giocò una partita in Serie A), Padova, Abano nel 1978-1979 e Giorgione. Anche suo fratello maggiore Luca è stato un calciatore.

## Caratteristiche tecniche
Ricopre vari ruoli del centrocampo, venendo classificato come "regista".

## Carriera

### Club

#### Vicenza, Palermo e ritorno in biancorosso
Messosi in luce nella primavera del Vicenza, debutta con la prima squadra nella stagione 2006-2007 in Serie B, per poi entrare in pianta stabile nella formazione maggiore berica nella seconda parte della stagione 2008-2009, dopo un tortuoso rinnovo, nella quale ha giocato 11 partite segnando una rete contro il Piacenza all'ultima giornata.
Il 29 giugno 2009 il Palermo annuncia il suo acquisto in compartecipazione, lasciando per un altro anno il giocatore in prestito al Vicenza. Nella stagione 2009-2010 colleziona 15 presenze in campionato.
Il 25 giugno 2010 viene rinnovata la compartecipazione del giocatore tra Palermo e Vicenza, con il giocatore che passa a giocare in Sicilia. Chiude l'esperienza al Vicenza con 30 presenze ed un gol fra campionato e Coppa Italia, più 26 presenze e 5 reti con la formazione Primavera.
Esordisce con la maglia rosanero il 26 agosto 2010 nel ritorno degli spareggi di Europa League contro gli sloveni del Maribor (sconfitta per 3-2), entrando al 70' al posto di Fabio Liverani; per lui si è trattato dell'esordio in una competizione internazionale per club. Tre giorni dopo debutta in Serie A, subentrando a Massimo Maccarone al 65' della prima partita di campionato pareggiata per 0-0 contro il Cagliari, ben figurando.
Il 2 dicembre segna il suo primo gol sia in ambito europeo sia con il Palermo nella quinta partita della fase a gironi dell'Europa League pareggiata per 2-2 in casa contro i cechi dello Sparta Praga. Lascia la squadra il 28 gennaio 2011, dopo 4 incontri di campionato e 5 (con un gol) di Europa League, tornando al Vicenza in prestito per il campionato di Serie B.
Il nuovo esordio col Vicenza arriva il 29 gennaio 2011 in Vicenza-Grosseto (0-1), valida per la 24ª giornata di campionato, entrando a partita in corso. Chiude la stagione in biancorosso con 9 presenze.
Il 16 giugno 2011 è stata risolta la compartecipazione fra Vicenza e Palermo in favore della prima. A fine gennaio rinnova il contratto con il Vicenza.

#### Chievo e prestito al Vicenza
Il 5 settembre 2012 passa a titolo definitivo al ChievoVerona, ma rimane comunque a Vicenza, in prestito con diritto di riscatto. Dopo aver giocato la prima partita di Coppa Italia, resta fermo molti mesi per problemi alla coscia; si ristabilisce per l'inizio del 2013 ma prima di impiegarlo in prima squadra mister Alessandro Dal Canto gli fa giocare 2 partite con la formazione Primavera segnando una rete. La prima gara giocata in campionato è Vicenza-Varese (1-1) del 24 marzo 2013, partendo titolare.

#### Reggina, Cittadella e ritorno al Chievo
Il 19 agosto 2013 passa in prestito alla Reggina, in Serie B, esordendo nella prima giornata di campionato in cui la sua squadra ha pareggiato 0-0 in casa contro il Bari.
Il 31 gennaio 2014 passa in prestito al Cittadella, sempre nello stesso campionato. Il 14 luglio 2014 Cittadella e Chievo trovano l'accordo per la permanenza in granata del centrocampista che non riesce ad evitare la retrocessione del club nonostante abbia segnato 3 gol in 39 incontri piazzandosi 4º nella Top 15 dei centrocampisti di Serie B secondo una classifica stilata dalla Lega Serie B.
A fine prestito torna al Chievo. Il 23 agosto 2015 esordisce con la maglia gialloblu contro l'Empoli, disputando un'ottima gara.
Il 5 marzo 2016 mette a segno il suo primo gol nella massima serie e in maglia gialloblu in Napoli-Chievo (3-1), segnando la rete che sblocca il risultato. Il 20 aprile 2016 sigla un bellissimo gol contro il Frosinone con un pallonetto dalla lunga distanza vedendo il portiere Nicola Leali fuori dai pali; è il suo terzo gol in campionato (la partita terminerà 5-1 per il Chievo).
Rimane al Chievo per altri 3 anni, senza trovare molto spazio causa infortuni.

#### Monza e prestiti a Pescara e Cesena
Il 24 luglio 2019 viene annunciato come nuovo giocatore del Monza, con cui vince il campionato di Serie C tornando l'anno successivo nel campionato cadetto.
Il 27 gennaio 2021 viene ceduto in prestito al Pescara. Segna il suo primo gol con gli abruzzesi il 27 aprile, in occasione del recupero di campionato della gara contro la Virtus Entella, pareggiato per 1-1.
Il 27 agosto 2021 scende di categoria venendo ceduto in prestito al Cesena.
Tornato a fine stagione al Monza, nel frattempo promosso in Serie A, dopo aver giocato 20 partite in Romagna, il 20 gennaio 2023 si svincola dal club brianzolo.

#### Montecchio Maggiore
Il 28 giugno 2023, Rigoni si accorda ufficialmente con il Montecchio, in Serie D, con cui firma un contratto annuale.
Nell'estate del 2024 viene ammesso al corso UEFA B che consente di essere tesserati come collaboratori negli staff di Serie A e B e di essere allenatori in seconda in Serie C oltre a poter allenare tutte le prime squadre fino alla Serie D.

### Nazionale
Nel 2006 riceve le prime convocazioni dalla Nazionale italiana Under-17, mentre l'esordio arriva il 23 gennaio 2007 in Irlanda del Nord-Italia (1-0). In questa selezione gioca un'altra partita due giorni dopo contro la stessa squadra (vittoria azzurra per 2-0).
Il 14 gennaio 2011 è stato convocato per la prima volta nella Nazionale Under-21 da parte del commissario tecnico Ciro Ferrara per uno stage di tre giorni a Roma. Ha esordito nella prevista amichevole contro la squadra svizzera del Bellinzona (vittoria per 2-1), giocando titolare.

## Statistiche

### Presenze e reti nei club
Statistiche aggiornate al 18 aprile 2024.
| Stagione          | Squadra           | Campionato        | Campionato | Campionato | Coppe nazionali | Coppe nazionali | Coppe nazionali | Coppe continentali | Coppe continentali | Coppe continentali | Altre coppe | Altre coppe | Altre coppe | Totale | Totale |
| Stagione          | Squadra           | Comp              | Pres       | Reti       | Comp            | Pres            | Reti            | Comp               | Pres               | Reti               | Comp        | Pres        | Reti        | Pres   | Reti   |
| ----------------- | ----------------- | ----------------- | ---------- | ---------- | --------------- | --------------- | --------------- | ------------------ | ------------------ | ------------------ | ----------- | ----------- | ----------- | ------ | ------ |
| 2006-2007         | Vicenza           | B                 | 2          | 0          | CI              | 0               | 0               | -                  | -                  | -                  | -           | -           | -           | 2      | 0      |
| 2007-2008         | Vicenza           | B                 | 2          | 0          | CI              | 0               | 0               | -                  | -                  | -                  | -           | -           | -           | 2      | 0      |
| 2008-2009         | Vicenza           | B                 | 9          | 1          | CI              | 1               | 0               | -                  | -                  | -                  | -           | -           | -           | 10     | 1      |
| 2009-2010         | Vicenza           | B                 | 19         | 0          | CI              | 1               | 0               | -                  | -                  | -                  | -           | -           | -           | 20     | 0      |
| 2010-gen. 2011    | Palermo           | A                 | 4          | 0          | CI              | 0               | 0               | UEL                | 5                  | 1                  | -           | -           | -           | 9      | 1      |
| gen.-giu. 2011    | Vicenza           | B                 | 9          | 0          | -               | -               | -               | -                  | -                  | -                  | -           | -           | -           | 9      | 0      |
| 2011-2012         | Vicenza           | B                 | 28         | 4          | CI              | 1               | 0               | -                  | -                  | -                  | -           | -           | -           | 29     | 4      |
| 2012-2013         | Vicenza           | B                 | 8          | 1          | CI              | 1               | 0               | -                  | -                  | -                  | -           | -           | -           | 9      | 1      |
| Totale Vicenza    | Totale Vicenza    | Totale Vicenza    | 78         | 6          |                 | 4               | 0               |                    | -                  | -                  |             | -           | -           | 82     | 6      |
| 2013-gen. 2014    | Reggina           | B                 | 16         | 0          | CI              | 1               | 0               | -                  | -                  | -                  | -           | -           | -           | 17     | 0      |
| gen.-giu. 2014    | Cittadella        | B                 | 16         | 1          | CI              | -               | -               | -                  | -                  | -                  | -           | -           | -           | 16     | 1      |
| 2014-2015         | Cittadella        | B                 | 39         | 3          | CI              | 1               | 0               | -                  | -                  | -                  | -           | -           | -           | 40     | 3      |
| Totale Cittadella | Totale Cittadella | Totale Cittadella | 55         | 4          |                 | 1               | 0               |                    | -                  | -                  |             | -           | -           | 56     | 4      |
| 2015-2016         | Chievo            | A                 | 28         | 3          | CI              | -               | -               | -                  | -                  | -                  | -           | -           | -           | 23     | 3      |
| 2016-2017         | Chievo            | A                 | 12         | 1          | CI              | 1               | 0               | -                  | -                  | -                  | -           | -           | -           | 13     | 1      |
| 2017-2018         | Chievo            | A                 | 15         | 0          | CI              | 1               | 0               | -                  | -                  | -                  | -           | -           | -           | 16     | 0      |
| 2018-2019         | Chievo            | A                 | 24         | 0          | CI              | 2               | 1               | -                  | -                  | -                  | -           | -           | -           | 26     | 1      |
| Totale Chievo     | Totale Chievo     | Totale Chievo     | 79         | 4          |                 | 4               | 1               |                    | -                  | -                  |             | -           | -           | 83     | 5      |
| 2019-2020         | Monza             | C                 | 14         | 2          | CI+CI-C         | 2+2             | 0               | -                  | -                  | -                  | -           | -           | -           | 18     | 2      |
| 2020-gen. 2021    | Monza             | B                 | 1          | 0          | CI              | 1               | 0               | -                  | -                  | -                  | -           | -           | -           | 2      | 0      |
| gen.-giu. 2021    | Pescara           | B                 | 8          | 1          | CI              | 0               | 0               | -                  | -                  | -                  | -           | -           | -           | 8      | 1      |
| 2021-2022         | Cesena            | C                 | 18+1       | 0          | CIC             | 1               | 0               | -                  | -                  | -                  | -           | -           | -           | 20     | 0      |
| 2022-2023         | Monza             | A                 | 0          | 0          | CI              | 0               | 0               | -                  | -                  | -                  | -           | -           | -           | 0      | 0      |
| Totale Monza      | Totale Monza      | Totale Monza      | 15         | 2          |                 | 5               | 0               |                    | -                  | -                  |             | -           | -           | 20     | 2      |
| 2023-2024         | Montecchio        | D                 | 19         | 0          | CI-D            | 0               | 0               | -                  | -                  | -                  | -           | -           | -           | 19     | 0      |
| Totale carriera   | Totale carriera   | Totale carriera   | 292+1      | 17         |                 | 16              | 1               |                    | 5                  | 1                  |             | -           | -           | 314    | 19     |

## Palmarès

### Competizioni nazionali
- Serie C: 1

Monza: 2019-2020 (girone A)